# La diosa
La diosa (en chino: 神女; en pinyin: Shénnǚ), también traducida como La prostituta, es una película silente de China de 1934, dirigida por Wu Yonggang y producida por la Lianhua Film Company. Fue protagonizada por Ruan Lingyu en uno de sus últimas actuaciones. Luo Mingyou produjo la película y Hong Weilie estuvo a cargo de la fotografía.
La película comienza con un mensaje escrito que sintetiza su contenido:

Esta es la historia de una prostituta sin nombre, una mujer que camina las calles iluminadas de neón tratando de llevar a casa, cada noche, suficiente dinero para alimentarse y alimentar a su hijo.

El público respondió con entusiasmo durante su estreno inicial, posiblemente debido a popularidad de la que entonces gozaba Ruan Lingyu como actriz, de acuerdo a artículos periodísticos contemporáneos. Durante la Revolución Cultural, la política del gobierno de purgar de elementos “contaminantes” propios de la burguesesía, llevó a que los cineastas evitaran mencionar la película. Fue solo después de que Stanley Kwan devolviera la figura de Ruan Lingyu al ojo público con su película biográfica Centre Stage (1991), protagonizada por Maggie Cheung, que se pudo revivir el interés por las películas clásicas del cine chino protagonizadas por Ruan.
La diosa es una  de las películas más conocidas y mejor valoradas de la época dorada del cine chino. Ha sido considerada por el director Chen Kaige como su película favorita de los años 1930.

## Trama
Una mujer joven, de la cual la película nunca revela el nombre, (Ruan Lingyu) trabaja como prostituta para sostenerse a sí misma y a su hijo Shuiping. Una noche, huyendo de una redada policial, se esconde en la casa de un matón llamado Zhang (Zhang Zhizhi).  Cuándo este sugiere que ella pase la noche con él, a cambio de no entregarla a la policía, ella acepta. Más tarde, él y dos de sus colegas aparecen en la casa de ella, dejando claro que él la considera de su propiedad. La mujer intenta huir, pero Zhang logra rastrearla y aterrarla diciéndole que vendió a Shuiping como castigo por su escape. Zhang le regresa al niño, pero ha dejado claro su punto;  ella se da cuenta de que no puede proteger a su hijo de él y se rinde. Aun así, se las arregla para esconder algunos de sus ingresos detrás de un ladrillo suelto en la pared.
Cuándo Shuiping tiene unos 5 o 6 años, ella lo matricula en una escuela local. Los otros niños lo marginan diciendo que es de «mala familia». Shuiping se destaca y en un acto escolar recita un poema:

El alba está llamando,
el crepúsculo está llamando,
para una edición especial
llamada la noche está llegando.
En la edad joven y tierna
la voz es plena y brillante,
los restos de la mañana
se desmoronan a la luz de la luna.
Las calles están sonando,
los callejones están cantando,
los gritos de los pescadores se desvanecen,
pero el ruido de la calle crece.
Lo único que se es que mamá es tan vieja como papá.
Trabajan todo el día pero el tazón de arroz aún está vacío.

Luego de la actuación de Shuiping el director de la escuela recibe notas de queja diciendo que la presncia del niño dañaba la moral. El viejo director visita a la mujer para verificar si las acusaciones son ciertas. Ella admite ser una prostituta, pero reclama el derecho como madre criarlo como un buen niño y de que tenga la oportunidad de una buena educación. «Yo empleé el dinero que gané vendiendo mi cuerpo para pagar una escuela.» Al ver el amor incondicional de la joven por su hijo, el director decide que es impensable castigar a Shuiping por la trágica situación de su madre.
En una fuerte discusión el director le explica al resto de los maestros que es verdad que la mujer es una prostituta, pero que lo hace para que su hijo tenga la oportunidad que ella no tuvo. Sostiene que «nosotros, que nos consideramos educadores, debemos asegurar que tenga esa oportunidad». Pero los otros maestros cuestionan la emotividad del director y argumentan que hay que cuidar la escuela. El director renuncia y Shuiping es expulsado.
La madre decide irse con su hijo a un lugar lejano donde nadie los conozca. Saca el ladrillo suelto de la pared en busca de su dinero, pero Zhang ya ha encontrado el escondrijo y el dinero ha desaparecido. Ella lo confronta reclamando lo que se robó, pero él le dice que ya ha gastado todo y la golpea con fuerza, por lo que ella, presa de la desesperación, le golpea en la cabeza con una botella, matándole.
Ella es sentenciada a 20 años de cárcel y Shuiping es enviado a un orfanato. Entonces, el exdirector, dolido por no haber podido mantener a Suiping en la escuela, va a visitarla en la cárcel y le dice que desea adoptar a Shuiping. Ella le pide que le cuente a su hijo que su madre ha muerto, para evitarle la vergüenza de tener una madre como ella. La película termina con la mujer en su celda imaginando un futuro brillante para Shuiping.

## Reparto[7]
- Ruan Lingyu - La diosa
- Zhang  Zhizhi - Zhang
- Keng Li - Shuiping
- Tian Jian

## Estilo cinematográfico

Ruan Lingyu y Zhang Zhizhi.

A pesar de que usualmente se le atribuyen a las tempranas películas producidas Shanghái un estilo de influencia occidental y hollywoodense, un estudio del estilo de la Lianhua Film Company realizado por Peter H. Rist proporciona evidencia de lo contrario. La diosa es una  de las pocas películas de la época disponibles para su análisis y expone muchas de las características identificadas como parte del estilo de Lianhua, con su movimiento de cámara distintivo y uso del flou artístico para escenas específicas.
En La diosa, el director de fotografía Hong Weilie humaniza y centra a la protagonista a través de su uso único de los acercamientos y ángulos que muestran tanto las expresiones faciales de Ruan Lingyu y como el contexto general. Además, Hong utiliza el característico foco blando Lianhua para representar emociones fuertes, específicamente para la diosa. Siempre que la cámara se enfoca en las expresiones faciales de Ruan Lingyu, el flou artístico se usa para intensificar la rabia o el dolor ahí retratado. Una de las escenas más notables donde este flou artístico es utilizado en una manera distintiva es hacia el fin de la película, cuándo la diosa está tras las rejas. El enfoque se encuentra en las barras de la prisión, pero la figura de la diosa y su rostro se vuelven más borrosas.
De acuerdo al cineasta británico Mark Cousins en su serie documental The Story of Film: An Odyssey, Ruan Lingyu aquí ofreció el primer ejemplo de actuación realista libre del estilo melodramático típico de las interpretaciones de principios del siglo XX. Específicamente se refirió a la escena en que la diosa busca refugio en la casa el matón en la cual Ruan muestra «su fatiga, sus gestos poco ampulosos, su lenguaje corporal» de una manera natural.

## Título
El título de la película tiene varios significados. En un primer nivel, es una descripción del personaje sin nombre interpretado por Ruan Lingyu, quién es comparada con una diosa protectora en el film. En segundo sentido, el título también se refiere a la ocupación de la protagonista, ya que el término chino shénnǚ además de su significado principal como «diosa» también hacía las veces de un eufemismo para prostituta. 

## Producción y recepción

### Recepción
El debut de Wu como director recibió buena acogida durante su estreno en 1934. La popularidad de Ruan Lingyu sin duda contribuyó a esto, pero también lo hizo la cualidad empática del guion que resonó con el público. Como se mencionó anteriormente, la Revolución Cultural impactó el accesibilidad a los contenidos y estilos del film. El interés por la edad "clásica" del cine chino fue revivido después de la interpretación de Maggie Cheung de Ruan Lingyu en la Centre Stage.

### Intento de crítica social y el uso del tema de la maternidad
Una lectura superficial de la película podría dar la impresión al espectador de que La Diosa es sencillamente una película sobre la vida trágica de una mujer, sus deberes maternales, y su forma vergonzosa de trabajo. Aun así, esto sería un análisis muy limitado de la trama y personajes, ignorante del contexto histórico en que Wu Yanggong escribió guion. Wu intentó canalizar a través de su película sus ideas sociales con respecto a la realidad de las trabajadoras sexuales de clase baja. En un ensayo corto de 1934 publicado antes de la película, Wu escribe,

Cuándo empecé a escribir el guion, me quise centrar más en las experiencias de vida reales [de las prostitutas] . Pero mis circunstancias hicieron imposible esto. Para esconder esta debilidad,  cambié el enfoque al amor maternal manteniendo la prostitución como trasfondo al retratar a una prostituta ilegal que lucha entre dos vidas por el bien de su niño. Utilicé a un matón explotador para avanzar la trama. También puse palabras de justicia a la boca de un integro director escolar, dejándolo exponer la causa social de prostitución. No ofrecí una solución al problema.

Wu usó de manera intencional el tema de la maternidad para ilustrar las condiciones de las prostitutas en Shanghái en aquella época. No obstante,  consciente de su posición y experiencia no fue capaz de entender y retratar completamente  la realidad con exactitud.

### La DiosavsLágrimas de Colorete

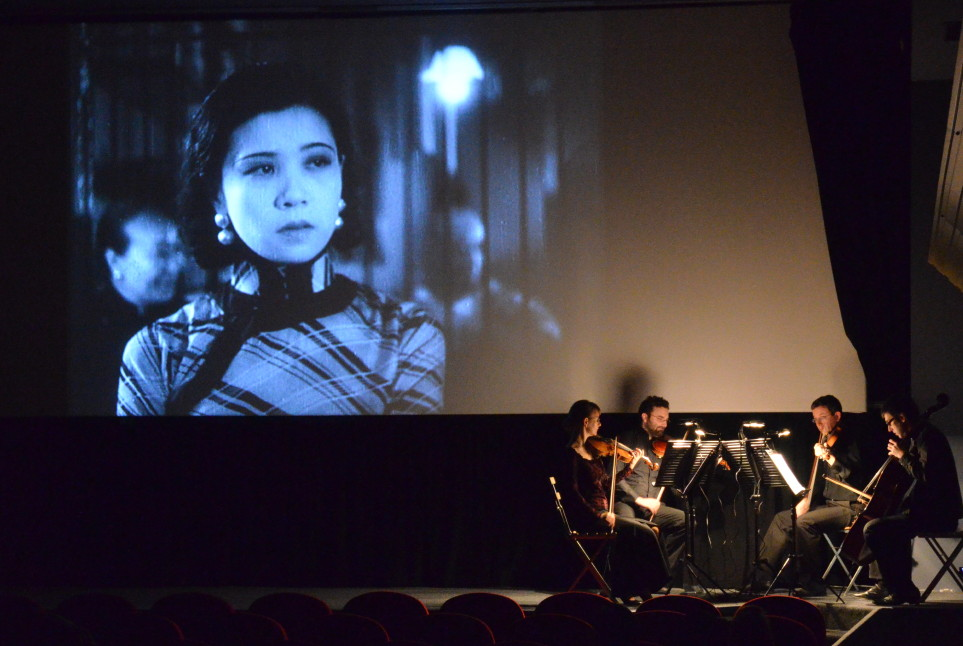
La Diosa en una proyección-concierto en Francia.

En el capítulo de Yiman Wang “The Goddess- Tracking the “Unknown Woman” from Hollywood through Shanghai to Hong Kong”, Wang nota la producción de una copia titulada Lágrimas de Colorete por Wu Yonggang solo unos cuantos años después de La Diosa. En el vacío de cuatro años entre el original La Diosa y la copia no reflejaron muchos cambios de contenido. Aun así, los procesos y contexto de producción para las dos cambiaron bastante. Las diferencias narrativas se resumen a continuación.

### Lágrimas de colorete(1938)
Wu rehízo La Diosa en Lágrimas de Colorete con cambios al reparto, el encuadre, e incluso un poco de la trama. Filmó Lágrimas de Colorete en las calles de Hong Kong y añadió esencialmente el equivalente de un epílogo la historia original. En vez de terminar con la diosa imaginando el futuro de su hijo, Wu inserta un vacío de tiempo de 12 años hasta la liberación de la madre. La película termina con la madre mirando la fiesta e compromiso de su hijo por una ventana y dejándola, satisfecha con el resultado.
Esta adaptación careciendo de la figura de Ruan Lingyu, el trasfondo de Shanghái y la adición de otro personaje resultaron en un estreno menos exitoso.

### Otras versiones
En la reseña de Baskett de La Diosa, describe una nueva edición de la película. En 2003, un DVD de la película, hecho de 35mm fue lanzado con metraje proporcionado por el China Film Archive. Esta versión vino con una nueva banda sonora de piano compuesta por Kevin Purrone, quién también grabó el fondo musical.
La University of Hong Kong Press reeditó la película en DVD en 2005, combinándola con una biografía de Ruan Lingyu llamada Ruan Lingyu: La Diosa de Shanghái. Mientras la película original solo utilizó intertítulos en chino para la película muda, las versiones del DVD de 2003 y 2005 tienen intertítulos en inglés disponibles.

## Películas relacionadas
La Diosa es frecuentemente referenciada y analizada junto a varias películas basándose en estilos, motivos y temas similares. La película de Shanghái Street Angel es usualmente emparejada con La Diosa para su tono y temas.
La película es también comparada las películas de "mujeres caídas" de los años 1939 hechas en Estados Unidos como La venus rubia (1932), The Sin of Madelon Claudet (1931), y Madame X (1929). La base para estas comparaciones proviene el género melodramático y el auto-sacrificando de la madre, lista para hacer cualquier  cosa por su niño.
Wang ve paralelos entre La Diosa y la película estadounidense Stella Dallas.